# Plaza de España (El Puerto de Santa María)
La plaza de España se encuentra en el centro de la ciudad, en ella se encuentran varios monumentos de la ciudad.

## Monumentos

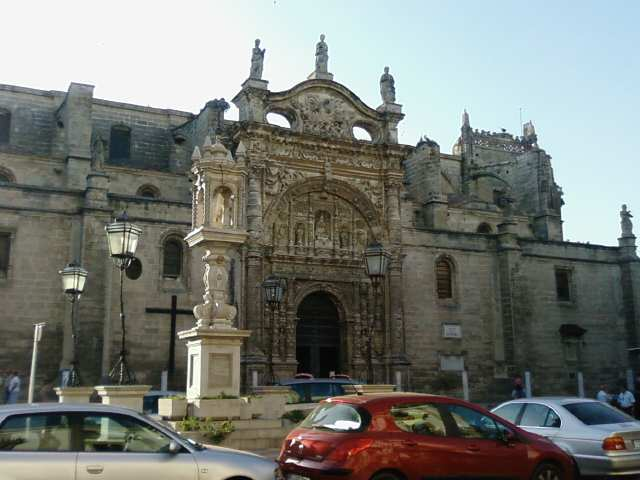
Plaza de España

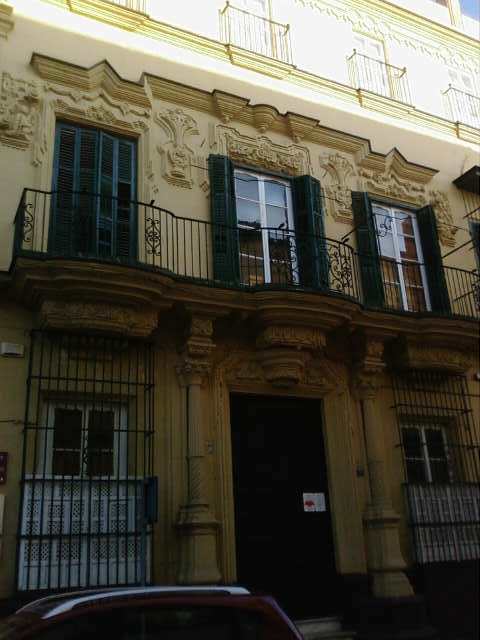
Museo municipal

### Iglesia Mayor Prioral
Es un templo de estilo gótico y barroco que comenzó a construirse en el siglo XIII y no se terminó hasta el siglo XVII. Se trata de un templo religioso de culto católico, sede de un prior. Su primer maestro de obras fue Alonso Rodríguez que trabajaba por entonces en la Catedral de Sevilla.

### Museo Municipal
Es el museo de la ciudad, en el propio edificio se encuentra la Academia de Bellas Artes de Santa Cecilia. El museo está situado en una casa palacio de la ciudad, dentro de él tiene un patio central con columnas. En él puede encontrarse material prehistórico como son restos de animales como un mastodonte, y objetos como vasijas, puntas de lanzas o piedras afiladas. De materiales históricos se encuentran dos esqueletos de una pareja romana, monedas, anillos, etc. En él se encuentra también una colección de azulejos, platos, cuadros de artistas de la ciudad y una maqueta del puente de San Alejandro por el cual se accedía al otro lado del río Guadalete.

### Palacio de los Duques de Medinaceli
El palacio se encuentra enfrente de la Iglesia Mayor Prioral.
- Datos: Q6079954